# Gamaliel Clifton
Gamaliel Clifton ou Clyfton (falecido em 1541) foi um cónego de Windsor de 1522 a 1541 e decano de Hereford de 1530 a 1541.
Ele foi nomeado:
- Prebendário de York Minster, 1500-1541
- Prebendário da Catedral de Hereford, 1528
- Decano de Hereford, 1530

Ele foi nomeado para a décima segunda bancada na Capela de São Jorge, Castelo de Windsor em 1522, e manteve a posição até 1541.
Clifton recebeu dispensa papal por homicídio em 1513.